# Landstände des Eichsfeldes

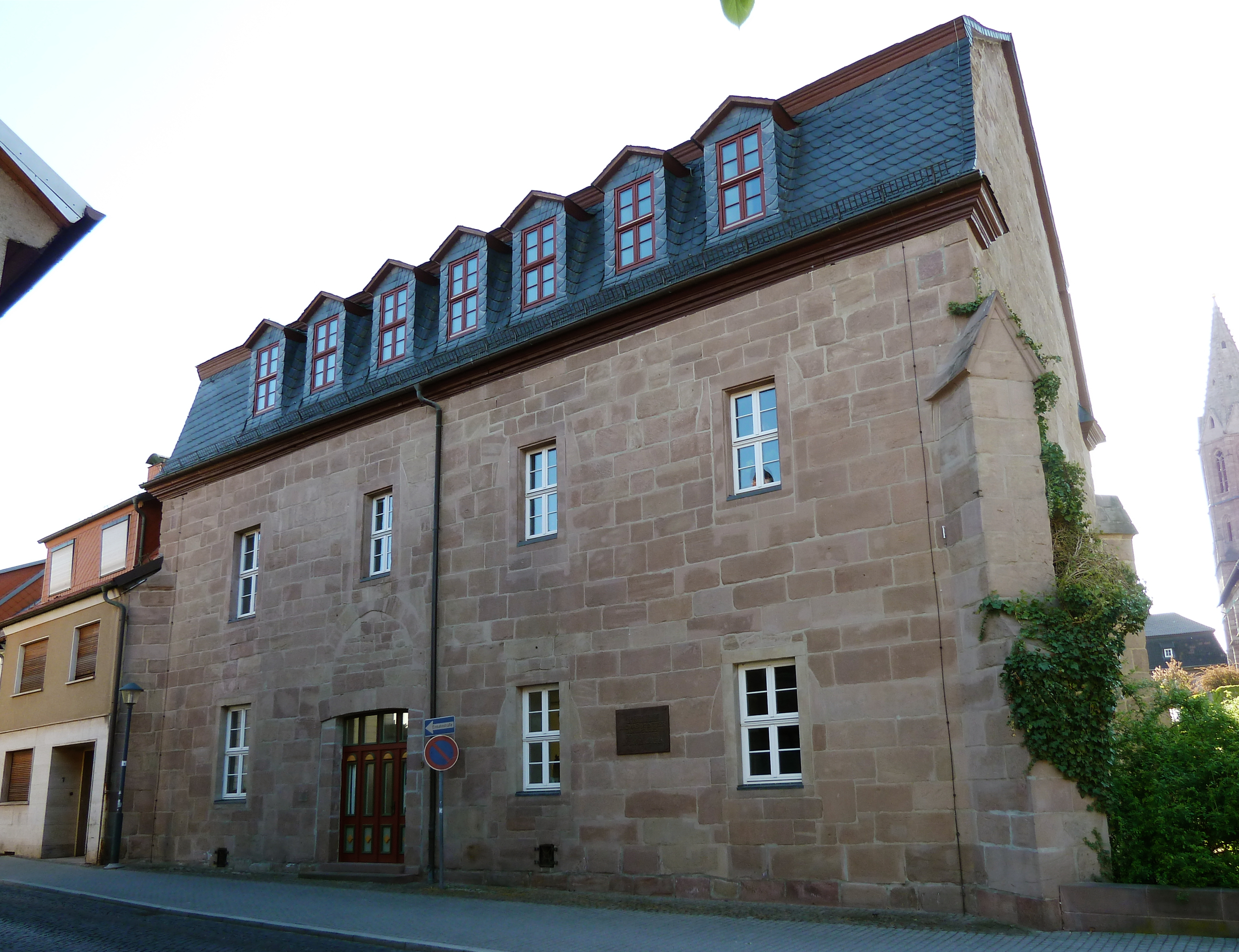
Rathaus Heiligenstadt, Versammlungsort der Landstände

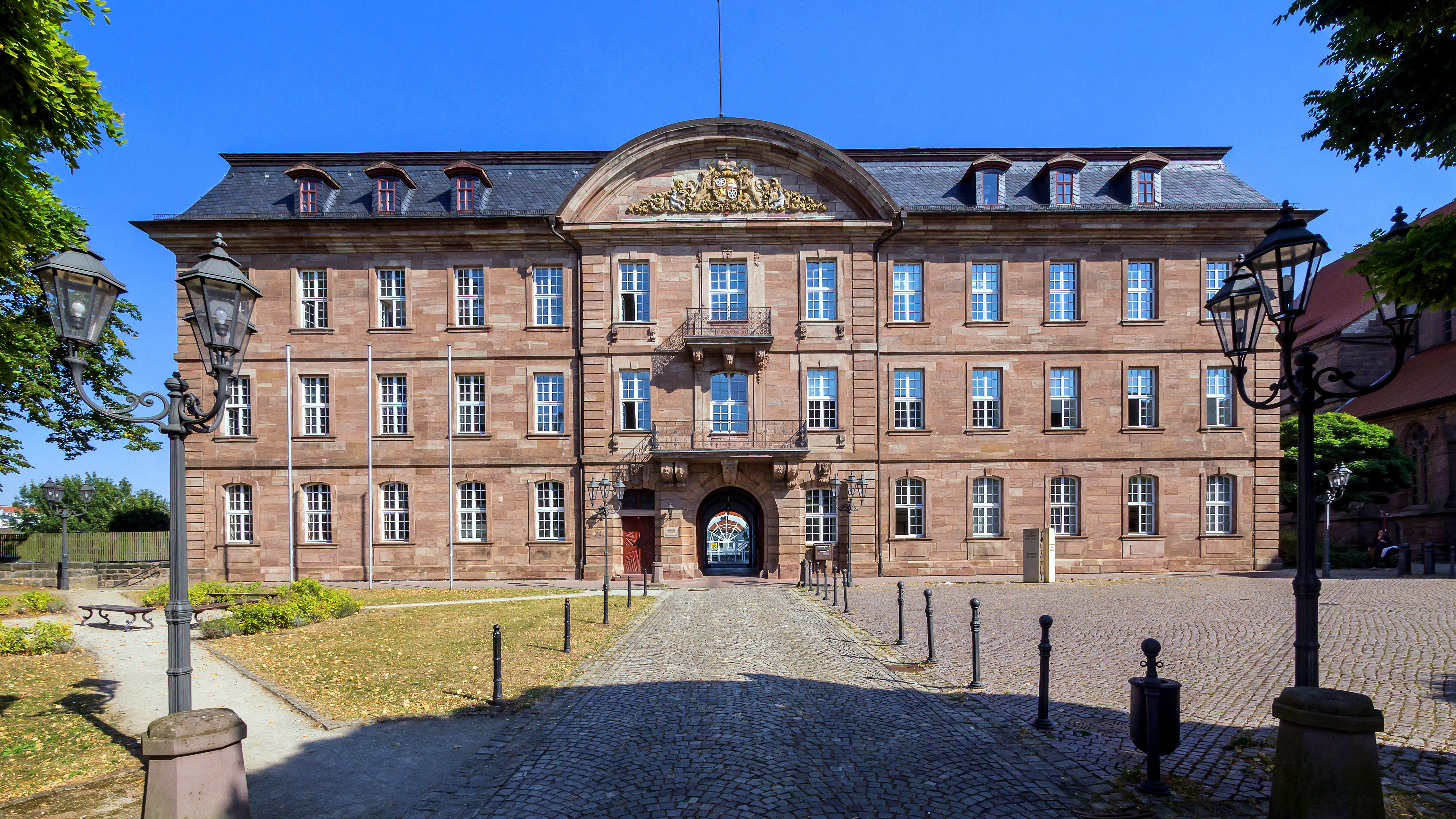
Statthalterei, Versammlungsort der Landstände

Die Landstände des Eichsfeldes waren die einzigen historischen Landstände in Kurmainz.

## Geschichte
Erstmals wurden die Landstände des Eichsfeldes 1479 erwähnt. Damals forderten die Ritterschaft und die Städte (erfolgreich) die Abberufung des Oberamtmanns Heinrich Graf Schwarzenburg. Ab der Mitte des 16. Jahrhunderts hatten die Stände drei Kurien. Neben Ritterschaft und Städten bildete die Geistlichkeit die dritte Kurie. 
Die Geistlichkeit bestand aus den Abteien Gerode und Reifenstein, den Stiften in Heiligenstadt und Nörten, den Frauenklöstern Anrode, Beuren, Teistungenburg und Zella und dem geistlichen Kommissar in Heiligenstadt, der die Landpfarrer vertrat. Die Städte wurden durch je einen Abgeordneten aus Heiligenstadt, Duderstadt, Worbis (seit 1682) und Treffurt (mainzischer Anteil) vertreten. Die Mitgliedschaft der Ritterschaft richtete sich nach dem Besitz eines landtagsfähigen Rittergutes. Am Ende des HRR bildeten 17 Familien die Ritterschaft.
Primas der eichsfeldischen Landstände war der Abt von Reifenstein. Ab 1732 teilte er sich diese Aufgabe mit dem Abt von Gerode.
Die Hauptaufgabe war die Bewilligung und Verwaltung des Land- und der Türkensteuer im Eichsfelder Staat. Hierzu wurde 1542 von jeder Kurie ein eigener Einnehmer für die Steuereingänge bestellt. Später benannte jede Kurie zwei Vertreter, die den Oberamtmann (bzw. nach 1654 den Landschreiber) bei der Steuerverwaltung unterstützten. Auch im 1540 eingerichteten Oberlandgericht war jede Kurie mit jeweils zwei Assessoren vertreten. Weitergehende Rechte besaßen die Landstände nicht.
Die Landstände traten nur auf Anweisung des Oberamtmanns zusammen. Versammlungsort war zunächst die Fegebankswarte bei Heiligenstadt, ab 1540 das Rathaus Heiligenstadt und ab 1732 die Statthalterei.
Friedrich Karl Joseph von Erthal schaffte 1796 die Rechte der Landstände ab und sorgte so für die Angleichung an die anderen Teile des Kurstaates.